# إي سنغ مان
إي سنغ مان (بالهانغل: 이승만 | بالهانجا: 李承晩 | يعرف باسم ري سنغ مان أيضاً) ولد في 26 مارس 1875 ومات في 19 يوليو 1965. إي سنغ مان هو سياسي كوري، ودكتاتور استبدادي، وأول رئيس لحكومة جمهورية كوريا المؤقتة بالإضافة لكونه رئيس كوريا الجنوبية الأول. أثناء الاحتلال الياباني لكوريا ووقوف الآخرين مكتوفي الأيدي، أعلن إي سنغ مان الوضع الداخلي لكوريا للعديد من الدول الأجنبية. تأثرت ولاياته الثلاث الأخيرة (أغسطس 1948 إلى أبريل 1960) بشدة بالحرب الباردة وأثرها على شبه الجزيرة الكورية.
يعرف إي بأنه معاد للشيوعية بالإضافة لكونه زعيماً قوياً، إي قاد كوريا الجنوبية خلال الحرب الكورية. انتهت رئاسة إي باستقالته في أعقاب احتجاجات شعبية سببها انتخابات متنازع عليها. مات إي في منفاه في هونولولو بهاواي. أيضاً فإن إي هو من الجيل السادس عشر من أحفاد الأمير يانغنيونغ.
وُلد ري في مقاطعة هوانغهاي بمملكة جوسون، ودرس ري في المدرسة الميثودية الأمريكية، حيث اعتنق المسيحية. أصبح ري مشاركًا في الأنشطة المناهضة لليابانية بعد الحرب اليابانية الصينية الأولى (1894 – 1895)، واعتُقل عام 1899. أُفرج عن ري في عام 1904، وانتقل إلى الولايات المتحدة حيث حصل على شهادات من الجامعات الأمريكية والتقى بالرئيس ثيودور روزفلت. وبعد عودة وجيزة إلى كوريا (من 1910 حتى 1912)، انتقل ري إلى هاواي في عام 1913. ومن عام 1918 حتى 1924، ترقى ري ليشغل العديد من المناصب العالية في بعض الحكومات الكورية المؤقتة وكان يعمل ممثلًا عنها أمام العالم الغربي. انتقل ري إلى واشنطن العاصمة في 1939. وفي عام 1945، أعاده الجيش الأمريكي إلى كوريا الخاضعة تحت سيطرة الولايات المتحدة، وفي 20 يوليو 1948، انتُخب ري رئيسًا لجمهورية كوريا بنسبة تصويت 92.7%، ليهزم منافسه كيم كوو.
تبنى ري سياسيةً مناهضةً للشيوعية بشكل صارم، ومواليةً للولايات المتحدة، في أثناء عمله الرئاسي. وفي الفترات المبكرة من رئاسته، أحبطت حكومته انتفاضةً شيوعيةَ في جزيرة جيجو، وارتُكبت مجزرة مونغيونغ، ومجزرة اتحاد بودو، ضد المشتبه في تعاطفهم مع الشيوعيين، لتسفر هاتان المجزرتان عن وفاة مئة ألف شخص على الأقل. شهد ري نشوب الحرب الكورية (1950 – 1953)، التي غزت فيها كوريا الشمالية كوريا الجنوبية. ورفض ري التوقيع على اتفاقية الهدنة الكورية التي أنهت الحرب، إذ كان يأمل أن يعيد توحيد شبه الجزيرة الكورية بالقوة.
وبعد توقف القتال، ظلت الدولة في حالة اقتصادية منخفضة، لتتخلف عن كوريا الشمالية، إذ كانت معتمدةً بشكل كبير على معونات الولايات المتحدة. وبعد إعادة انتخابه في 1956، عُدل الدستور لإزالة شرط بقاء الرئيس لمدة فترتين رئاسيتين فقط، بالرغم من الاحتجاجات التي أشعلتها المعارضة. انتُخب ري بالتزكية في مارس 1960، بعد وفاة خصمه في الانتخابات، تشو بيونغ أوك، قبل يوم التصويت. وبعد فوز حليفه، لي كي بونغ، في انتخابات نائب الرئيس بفارق كبير، رفضت المعارضة هذه النتيجة واعتبرتها مزورةً، ما أشعل الاحتجاجات في البلاد. وتصاعدت هذه الاحتجاجات إلى ثورة أبريل التي قادها الطلاب عندما أطلقت الشرطة النار على المتظاهرين بإقليم ماسان الإداري، ما جعل ري مجبرًا على الاستقالة عن منصبه في 26 أبريل، وأدى ذلك في النهاية إلى تأسيس جمهورية كوريا الثانية. وفي 28 أبريل، ومع تجمع المحتجين حول القصر الرئاسي، نُقل ري سرًا خارج البلاد عبر الجو بواسطة وكالة المخابرات المركزية (CIA) إلى مدينة هونولولو (هاواي)، حيث قضى بقية حياته هناك في المنفى. وتوفي ري بسكتة دماغية في عام 1965.

## روابط خارجية
- إي سنغ مان على موقع الموسوعة البريطانية (الإنجليزية)
- إي سنغ مان على موقع مونزينجر (الألمانية)
- إي سنغ مان على موقع إن إن دي بي (الإنجليزية)